# Lista parków stanowych w stanie Maryland
Lista parków stanowych w stanie Maryland zawiera 45 parków stanowych o różnej wielkości.
| Nazwa parku            | Hrabstwo                                  | Powierzchnia w km² (akrach) |  |
| ---------------------- | ----------------------------------------- | --------------------------- |  |
| Assateague             | Worcester                                 | 3,48 (859)                  |  |
| Big Run                | Garrett                                   | 1,21 (300)                  |  |
| Calvert Cliffs         | Calvert                                   | 5,31 (1 313)                |  |
| Casselman River Bridge | Garrett                                   | 0,02 (4)                    |  |
| Chapel Point           | Charles                                   | 2,43 (600)                  |  |
| Cunningham Falls       | Frederick                                 | 20,02 (4 946)               |  |
| Dans Mountain          | Allegany                                  | 1,95 (481)                  |  |
| Deep Creek Lake        | Garrett                                   | 7,36 (1 818)                |  |
| Elk Neck               | Cecil                                     | 14,02 (3 465)               |  |
| Fort Frederick         | Washington                                | 2,37 (585)                  |  |
| Fort Tonoloway         | Washington                                |                             |  |
| Gambrill               | Frederick                                 | 4,60 (1 137)                |  |
| Gathland               | Washington                                | 0,57 (140)                  |  |
| Greenbrier             | Washington                                | 5,21 (1 288)                |  |
| Greenwell              | Saint Mary’s                              | 2,41 (596)                  |  |
| Gunpowder Falls        | Baltimore                                 | 74,87 (18 500)              |  |
| Hart-Miller Island     | Baltimore                                 | 0,99 (244)                  |  |
| Herrington Manor       | Garrett                                   | 1,48 (365)                  |  |
| Janes Island           | Somerset                                  | 12,74 (3 147)               |  |
| Jonas Green            | Anne Arundel                              |                             |  |
| Martinak               | Caroline                                  | 0,43 (107)                  |  |
| Matapeake              | Queen Anne’s                              |                             |  |
| New Germany            | Garrett                                   | 1,84 (455)                  |  |
| North Point            | Baltimore                                 | 5,30 (1 310)                |  |
| Palmer                 | Harford                                   |                             |  |
| Patapsco Valley        | Anne Arundel, Baltimore, Carroll i Howard | 58,68 (14 500)              |  |
| Patuxent River         | Howard i Montgomery                       | 59,70 (14 752)              |  |
| Pocomoke River         | Worcester                                 | 3,70 (914)                  |  |
| Point Lookout          | Saint Mary’s                              | 4,22 (1 042)                |  |
| Purse                  | Charles                                   |                             |  |
| Rocks                  | Harford                                   | 3,46 (855)                  |  |
| Rocky Gap              | Allegany                                  | 13,76 (3 400)               |  |
| Rosaryville            | Prince George’s                           | 3,97 (982)                  |  |
| Sandy Point            | Anne Arundel                              | 3,97 (982)                  |  |
| Seneca Creek           | Montgomery                                | 25,45 (6 290)               |  |
| Smallwood              | Charles                                   | 2,55 (629)                  |  |
| South Mountain         | Frederick i Washington                    | 32,53 (8 039)               |  |
| St. Clement's Island   | Saint Mary’s                              |                             |  |
| St. Mary’s River       | Saint Mary’s                              |                             |  |
| Susquehanna            | Harford                                   | 10,68 (2 639)               |  |
| Swallow Falls          | Garrett                                   |                             |  |
| Tuckahoe               | Caroline                                  | 14,16 (3 498)               |  |
| Washington Monument    | Washington                                | 0,59 (147)                  |  |
| Wills Mountain         | Allegany                                  |                             |  |
| Wye Oak                | Talbot                                    | 0,12 (29)                   |  |